# Miroslav Tulis
Miroslav Tulis (* 23. Januar 1951) ist ein ehemaliger tschechischer Sprinter, der für die Tschechoslowakei startete.
Über 400 Meter schied er bei den Europameisterschaften 1971 in Helsinki im Halbfinale und bei den Halleneuropameisterschaften 1973 in Rotterdam im Vorlauf aus. Bei den Europameisterschaften 1974 in Rom kam er in der 4-mal-400-Meter-Staffel nicht über die erste Runde hinaus.
1978 gewann er bei den Europameisterschaften in Prag Bronze in der 4-mal-400-Meter.-Staffel und erreichte über 400 Meter das Halbfinale.
Viermal wurde er Tschechoslowakischer Meister über 400 Meter (1971, 1972, 1974, 1977) und einmal Tschechoslowakischer Hallenmeister über 300 Meter (1974).

## Persönliche Bestzeiten
- 400 m: 46,33 s, 27. August 1977, Ostrava (handgestoppt: 46,2 s, 5. Juni 1971, Prag)
  - Halle: 48,48 s, 10. März 1973, Rotterdam